# Pambıqçı Neftçala
Pambıqçı Neftçala – azerski klub piłkarski, mający siedzibę w mieście Neftçala, w południowo-wschodniej części kraju, działający w latach 1992–1997.

## Historia
Chronologia nazw:
- 1992: Pambıqçı Neftçala (ros. «Памбыгчи» Нефтечала)
- 1997: klub rozwiązano

Klub sportowy Pambıqçı Neftçala został założony w miejscowości Neftçala w 1992 roku, chociaż drużyna amatorska już w 1987 rywalizowała w mistrzostwach Azerbejdżańskiej SRR. Pambıqçı w języku azerskim oznacza bawełniarze.
Po uzyskaniu niepodległości przez Azerbejdżan w 1992 debiutował w Birinci Dəstə, zajmując trzecie miejsce. W 1993 najpierw był drugim w grupie B, ale potem w meczu o trzecie miejsce przegrał 3:4 z Polad (Sumqayıt). W sezonie 1993/94 po zajęciu drugiej pozycji w grupie A Birinci Dəstə, następnie został sklasyfikowany w turnieju finałowym na ostatnim trzecim miejscu w grupie A. Jednak został promowany do najwyższej ligi. Debiutowy sezon 1994/95 w Yüksək Liqa zakończył na 9.pozycji. W 1996 roku spadł na 11.pozycję. Po zakończeniu sezonu 1996/97 uplasował się na przedostatnim 15.miejscu, po czym został zdegradowany do pierwszej ligi. Jednak z przyczyn finansowych nie przystąpił do rozgrywek w Birinci Dəstə i został rozwiązany.

## Barwy klubowe, strój
|  |  |

Klub ma barwy żółto-czerwone. Strój jest nieznany.

## Sukcesy

### Trofea międzynarodowe
Nie uczestniczył w rozgrywkach europejskich (stan na 31-05-2019).

### Trofea krajowe
| \| \| Zdobyte trofea w rozgrywkach Azerbejdżanu (stan na: 31-05-2019) \| |                                                                 |      |                      |
| Rozgrywki                                                                | Osiągnięcie                                                     | Razy | Sezon(y)             |
| Mistrzostwo                                                              | I miejsce                                                       | 0    |                      |
| Mistrzostwo                                                              | II miejsce                                                      | 0    |                      |
| Mistrzostwo                                                              | III miejsce                                                     | 0    |                      |
| Mistrzostwo                                                              | 9.miejsce                                                       | 1    | 1994/95              |
| Puchar                                                                   | zdobywca                                                        | 0    |                      |
| Puchar                                                                   | finalista                                                       | 0    |                      |
| Puchar                                                                   | ćwierćfinalista                                                 | 1    | 1992                 |
| II liga                                                                  | I miejsce                                                       | 0    |                      |
| II liga                                                                  | II miejsce                                                      | 0    |                      |
| II liga                                                                  | III miejsce                                                     | 2    | 1992, 1993/94 (gr.A) |
| Azerbejdżan                                                              | Zdobyte trofea w rozgrywkach Azerbejdżanu (stan na: 31-05-2019) |      |                      |

## Poszczególne sezony

### Rozgrywki międzynarodowe

#### Europejskie puchary
Nie uczestniczył w rozgrywkach europejskich.

### Rozgrywki krajowe
| \| Azerbejdżan \| Bilans występów klubu w rozgrywkach piłkarskich Azerbejdżanu (Stan na 31 maja 2019 r.) \| \| |                                                                                        |        |       |   |   |   |    |    |     |           |        |        |      |
| Poziom | Rozgrywki                                                                              | Sezony | Mecze | Z | R | P | B+ | B– | Pkt | Lata      | Awanse | Spadki | Naj. |
| I | Yüksək Liqa                                                                            | 3      |       |   |   |   |    |    |     | 1994–1997 | 0      | 1      | 9    |
| II | Birinci Dəstə                                                                          | 3      |       |   |   |   |    |    |     | 1992–1994 | 1      | 0      | 3    |
| | Puchar Azerbejdżanu                                                                    | 6      |       |   |   |   |    |    |     | 1992–1997 | 0      | 0      | 1/4  |
| Azerbejdżan | Bilans występów klubu w rozgrywkach piłkarskich Azerbejdżanu (Stan na 31 maja 2019 r.) |        |       |   |   |   |    |    |     |           |        |        |      |

## Struktura klubu

### Stadion
Klub piłkarski rozgrywał swoje mecze domowe na Stadionie Miejskim w Neftçala o pojemności 3000 widzów.

## Kibice i rywalizacja z innymi klubami

### Derby
- Plastik Salyan